# Jacques Drèze
Pour les articles homonymes, voir Drèze.
Jacques Drèze, né le 5 août 1929 à Verviers et mort le 25 septembre 2022, est un économiste belge. Il est réputé pour ses contributions à la théorie économique, l'économétrie et la politique économique.
Il a été président de l'European Economic Association et de la Société d'économétrie.

## Formation et carrière
Il commence ses études à l'Université de Liège où il obtient, en 1951, une licence en sciences économiques et une licence en sciences commerciales et financières, puis part aux États-Unis en 1952 où il découvre la science économique. Il obtient un PhD de l'Université Columbia en 1957,.
Il est professeur à l’université catholique de Louvain en 1958, où il sera le fondateur du Center for Operations Research and Econometrics (CORE) en 1966.
Pendant les années 1970, il est marqué par la crise qui met fin aux Trente Glorieuses et travaille sur les économies en déséquilibre et le chômage.
En 1988, il lance avec d'autres économistes l'Appel des 72 demandant que l'emploi soit protégé.
Il défend avec Edmond Malinvaud pour une initiative européenne en faveur de la croissance et de l'emploi.
En 2016, il juge le plan Juncker insuffisant et demande 2 000 milliards d'euros d'investissement, notamment dans le logement social, les énergies renouvelables et les transports publics.
Il prend sa retraite en 1989, âgé de 60 ans. Il meurt le 25 septembre 2022 à l'âge de 93 ans.

## Famille
Son père, Jules Drèze, est le fondateur de la banque Drèze de Verviers.
Un de ses cinq fils, Jean Drèze (en), est engagé en Inde dans l'humanitaire,. Belge d'origine mais aujourd'hui de nationalité indienne, économiste du bien-être, spécialiste des sciences sociales et activiste, il a travaillé sur plusieurs problèmes de développement auxquels l'Inde est confrontée, comme le bien-être social et l'inégalité entre les sexes,.
Un autre fils, Benoît Drèze, est un homme politique du cdH.

## Distinctions
- 1985 : Doctorat honoris causa de l'université d'Anvers[11]